# Aspen Music Festival
L'Aspen Music Festival and School (AMFS) és un festival de música clàssica que se celebra anualment a Aspen, Colorado.
Destaca tant per la seva programació de concerts com per la formació musical que ofereix als estudiants de música majoritàriament joves adults. Fundada el 1949, la típica temporada d'estiu de vuit setmanes inclou més de 400 esdeveniments de música clàssica—incloent concerts de cinc orquestres, actuacions de música de cambra i solistes, produccions d'òpera totalment escenificades, classes magistrals, conferències i programació infantil—i ofereix en 70.000 membres de l'audiència. A l'hivern, l'AMFS presenta una petita sèrie de recitals i projeccions de Metropolitan Opera Live en HD. Com a camp de formació per a músics clàssics adults joves, l'AMFS atrau més de 650 estudiants de 40 estats i 34 països, amb una edat mitjana de 22 anys.
Mentre estan a Aspen, els estudiants participen en lliçons, entrenaments i actuacions públiques en orquestres, òperes i música de cambra, sovint tocant al costat del professorat d'AMFS.
Actualment l'organització està dirigida pel president i conseller delegat Alan Fletcher i el director musical Robert Spano.

## Història
LAspen Music Festival and School va ser fundat el 1949 per l'empresari de Chicago Walter Paepcke i Elizabeth Paepcke com a celebració de dues setmanes del bicentenari de l'escriptor alemany del segle XVIII Johann Wolfgang von Goethe.
L'esdeveniment, que va incloure tant fòrums intel·lectuals com actuacions musicals, va ser un èxit tal que va portar a la formació tant de l'Institut Aspen com de lAspen Music Festival and School.
Els estius posteriors, els músics participants van tornar, portant els seus estudiants de música, i es va posar les bases de l'AMFS tal com es coneix avui. El 1950, Igor Stravinski es va convertir en el primer director d'orquestra a presentar les seves pròpies obres al Festival. L'any següent, l'any 1951, l'Escola va matricular la seva primera classe oficial, amb 183 estudiants de música.
Entre els primers músics fundadors hi havia el baríton Mack Harrell (pare de la violoncel·lista Lynn Harrell) i el violinista Roman Totenberg (pare de la corresponsal legal de NPR Nina Totenberg). Les primeres actuacions destacades inclouen l'aleshores estudiant James Levine dirigint l'òpera Albert Herring de Benjamin Britten el 1964, coincidint amb la visita de Britten a Aspen aquell estiu per acceptar un premi de l'Institut Aspen. El 1965, Duke Ellington i la seva orquestra van actuar a l'AMFS per fer un concert benèfic. El 1971, Dorothy DeLay es va unir a la facultat d'artista de cordes de l'AMFS i va atreure més de 200 estudiants cada estiu al seu programa. El 1975, Aaron Copland va arribar a Aspen com a compositor resident amb motiu del seu 75è aniversari. El 1980, John Denver va actuar amb lAspen Festival Orchestra per al seu especial de televisió Music and the Mountains, que es va emetre l'any següent a ABC. Diversos membres del professorat d'artistes també han enregistrat àlbums a Aspen, inclòs l'"Emerson String Quartet", que va gravar el conjunt de 5 discos Shostakovich: The String Quartets des de l'AMFS Harris Concert Hall i va guanyar el premi Grammy 2000 al millor àlbum clàssic.

## Directors musicals
| - 1954: William Steinberg - 1955: Hans Schweiger - 1956–1961: Izler Solomon - 1962: Walter Susskind - 1963: Szymon Goldberg | - 1964–1968: Walter Susskind - 1970–1990: Jorge Mester - 1991–1997: Lawrence Foster - 1998–2009: David Zinman - 2012–Present: Robert Spano |

## Programes educatius
LAspen Music Festival and School ofereix als joves músics una selecció dels següents programes d'estudi:
- Orquestra/Instrumental
  - Strings, Winds, Brass, Percussion, Harp
  - Center for Orchestral Leadership
- Música de cambra
  - Center for Advanced Quartet Studies
  - American Brass Quintet Seminar @Aspen
  - Aspen Chamber Music
- Aspen Opera Center
  - Veu
  - Coaching d'òpera
- Aspen Opera Theater and VocalARTS Arxivat 2023-12-23 a Wayback Machine. (Començament 2020)
  - Veu
  - Coaching d'òpera
- Seraphic Fire Institut Coral Professional
- Solo Piano
- Collaborative Piano
- Aspen Conducting Academy
- Susan and Ford Schumann Center for Composition Studies
- Aspen Contemporary Ensemble
- Classical Guitar

## Facilities
La "Michael Klein Music Tent", que es va inaugurar l'any 2000, és la principal sala de concerts del Festival i té capacitat per a 2050. La tenda va substituir una tenda anterior dissenyada per Herbert Bayer, que el 1965 va substituir la tenda més petita original dissenyada per Eero Saarinen. Durant l'estiu, els concerts se celebren a la carpa de música Michael Klein gairebé diàriament i sempre és gratuït asseure's a la gespa just a l'exterior de la tenda, on molts opten per fer un pícnic durant els esdeveniments. El disseny té els costats oberts; el sostre corbat està fet de fibra de vidre recoberta de tefló, un material dur també utilitzat per l'aeroport internacional de Denver.
La sala de concerts Joan i Irving Harris, amb 500 places, es troba al costat de la Michael Klein Music Tent i es va inaugurar el 1993 amb un cost de 7 milions de dòlars. La "Wheeler Opera House", un local de l'època victoriana propietat de la ciutat d'Aspen, és la llar de les produccions de l'Aspen Opera Center a l'estiu i de les projeccions de l'AMFS Metropolitan Opera Live en HD a l'hivern.
El 2016, l'AMFS va completar el seu campus Matthew i Carolyn Bucksbaum de 75 milions de dòlars, 105.000 peus quadrats, que serveix de centre de les seves activitats docents. El campus, situat a dues milles del centre d'Aspen, es troba en un lloc de 38 acres que es comparteix entre l'AMFS a l'estiu i l'"Aspen Country Day School" durant el curs acadèmic. Dissenyat per l'arquitecte Harry Teague, que també va dissenyar la Harris Concert Hall de l'AMFS i la Michael Klein Music Tent, el campus de Bucksbaum inclou tres sales d'assaig expansives, nombrosos estudis d'ensenyament i sales de pràctiques, un edifici de percussió, oficines administratives i una cafeteria amb vidre. El campus es va dissenyar tenint en compte l'entorn natural d'Aspen: les línies del sostre dels edificis reflecteixen les formes de les muntanyes circumdants i abracen els contorns dels estanys i la riera.